# Heinrich Scheidemann
Heinrich Scheidemann (ur. około 1595 w Wöhrden, zm. 26 września 1663 w Hamburgu) – niemiecki kompozytor i organista.

## Życiorys
Pochodził z rodziny protestanckiej o tradycjach muzycznych, jego ojciec David Scheidemann był organistą w Wöhrden, a od 1604 roku w kościele św. Katarzyny w Hamburgu. W latach 1611–1614 uczył się w Amsterdamie u Jana Pieterszoona Sweelincka. W 1629 roku objął po ojcu stanowisko organisty w kościele św. Katarzyny, które piastował do końca życia. Jego uczniem i następcą był Johann Adam Reincken.

## Twórczość
Był czołowym przedstawicielem północnoniemieckiej szkoły organowej. Centralne miejsce w jego twórczości zajmują organowe opracowania chorału, przede wszystkim protestanckiego. Należał do prekursorów fantazji chorałowej, rozwijanej później przez twórców następnego pokolenia. W utworach opartych na własnej inwencji melodycznej trzymał się form zwięzłych lub konstruował rozbudowane fantazje w stylu Sweelincka. Utwory klawesynowe Scheidemanna, utrzymane w stylu kontrapunktycznym, oparte są na tematach świeckich.